# Circle of Life
"Circle of Life" là một bài hát trong bộ phim hoạt hình Vua sư tử năm 1994 của Disney đến từ album The Lion King: Original Motion Picture Soundtrack. Bài hát được sáng tác bởi Elton John, lời bài hát được viết bởi Tim Rice và Carmen Twillie lo phần thực hiện, nó phát hành thành đĩa đơn vào ngày 9 tháng 8 năm 1994 bởi Walt Disney Records, ngoài ra đây là bài hát mở đầu của bộ phim. "Circle Of Life" được đề cử Giải Oscar cho ca khúc trong phim hay nhất năm 1994, cùng với hai bài hát khác: "Hakuna Matata" và "Can You Feel the Love Tonight" đã giành giải.

## Ngôn ngữ khác
Bên cạnh phiên bản chính thức của "Circle of Life" từ Vua sư tử là tiếng Anh, thì còn có 38 thứ tiếng khác nhau. Những thứ tiếng đó được biểu diễn và thu âm trên TV bởi những người hâm mộ phim. Chẳng hạn như: tiếng Ả Rập, tiếng Armenia, tiếng Đức (Áo), Crimean Tatar, tiếng Kabardia, Nogai,...
| "Circle of Life" trong ngôn ngữ khác | "Circle of Life" trong ngôn ngữ khác            | "Circle of Life" trong ngôn ngữ khác             | "Circle of Life" trong ngôn ngữ khác |
| Ngôn ngữ                             | Biểu diễn                                       | Tựa đề                                           | Biên dịch                            |
| ------------------------------------ | ----------------------------------------------- | ------------------------------------------------ | ------------------------------------ |
| tiếng Ả Rập                          | Chưa biết '94 جالا الحديدي (Jala El-Hadidi) '03 | "دائرة الحياة" ("Dâ'iratu-l Hayât")              | "Vòng quay cuộc sống"                |
| tiếng Bồ Đào Nha (Brazil)            | Zezé Motta                                      | "O Ciclo Sem Fim"                                | "Cuối tận vòng quay"                 |
| tiếng Bulgaria                       | Стефка Оникян (Stefka Onikyan)                  | "Свят и вечен закон" (Svyat I Vechen Zakon)      | "Luật Thiêng Liêng Vĩnh Cửu"         |
| tiếng Quảng Đông                     | 甄楚倩 ("Yan Choh-Sin"; Yolanda Yan)            | "旋轉的世界"                                     | "Thế giới Quay Tròn"                 |
| tiếng Tây Ban Nha                    | Táta Vega                                       | "El ciclo de la vida"                            | "Vòng quay cuộc sống"                |
| tiếng Croatia                        | Jadranka Krištof                                | "Život teče u krug"                              | "Vòng đời"                           |
| tiếng Séc                            | Jitka Zelenková                                 | "Život proudív nás"                              | "Cuộc sống dạt trôi"                 |
| tiếng Đan Mạch                       | Lise Dandanell                                  | "En verden af liv"                               | "Thế giới có sức sống"               |
| tiếng Hà Lan                         | Barbara Dex                                     | "De Levenscyclus"                                | "Vòng quay cuộc sống"                |
| tiếng Estonia                        | Silvi Vrait                                     | "Eluring"                                        | "Vòng quay cuộc sống"                |
| tiếng Bồ Đào Nha (Châu Âu)           | Ana Paulino                                     | "O ciclo sem fim"                                | "Vòng quay vô tận"                   |
| tiếng Phần Lan                       | Anneli Saaristo                                 | "Elämän tie"                                     | "Đường đời"                          |
| tiếng Pháp                           | Debbie Davis                                    | "L'histoire de la vie"                           | "Câu chuyện cuộc sống"               |
| tiếng Đức                            | Jocelyn B. Smith                                | "Der ewige kreis"                                | "Vòng quay vô tận"                   |
| tiếng Hy Lạp                         | Βιβή Κίτσου (Vivi Kitsou)                       | "Ο κύκλος ζωής" ("O kyklos zois")                | "Vòng quay cuộc sống"                |
| tiếng Hebrew                         | Ruti Holtzman                                   | "גלגל החיים" ("Galgal Hachayim")                 | "Bánh xe cuộc sống"                  |
| tiếng Hindi                          | Không biết                                      | जीवन का चक्र ("Jeevan Ka Chakra")                   | "Sinh tồn trong cuộc sống"           |
| tiếng Hungaria                       | Andrea Szulák                                   | "Az élet az úr"                                  | "Làm chủ cuộc đời"                   |
| tiếng Iceland                        | Berglind Björk Jónasdóttir                      | "Hringras Lifsins"                               | "Cuộc đời mỏng manh"                 |
| tiếng Indonesia                      | Không biết                                      | "Roda Kehidupan"                                 | "Vòng quay cuộc sống"                |
| tiếng Ý                              | Ivana Spagna                                    | "Il cerchio della vita"                          | "Vòng quay cuộc sống"                |
| tiếng Nhật                           | 宮園ゆかり (Miyazono Yukari)                    | "サークル・オブ・ライフ" ("Sākuru Obu raifu") () | "Vòng quay cuộc sống"                |
| tiếng Hàn                            | 이현저 (Lee Hyun-ju)                            | "끝이 없는 길" ("kkeuchi eomneun gil")           | "Con đường vô tận"                   |
| tiếng Tây Ban Nha (Mĩ - La Tinh)     | Táta Vega                                       | "El ciclo sin fin"                               | "Vòng quay vô tận"                   |
| tiếng Malaysia                       | Không biết                                      | "Kitaran Kehidupan"                              | "Vòng quay cuộc sống"                |
| tiếng Na Uy                          | Marianne Antonsen                               | "Livets sirkel"                                  | "Vòng quay cuộc sống"                |
| tiếng Ba Lan                         | Joanna Dark '94 Beata Bednarz '03               | "Krąg życia"                                     | "Vòng quay cuộc sống"                |
| tiếng România nia                    | Andreea Poruțiu                                 | "Povestea-i a ta"                                | "Câu chuyện thuộc về bạn"            |
| tiếng Nga                            | Анна Вавилова (Anna Vavilova)                   | "Жизни вечный круг" ("Zhizni Vechnyj Krug")      | "Vòng đời vĩnh cửu"                  |
| tiếng Serbia                         | Александра Радовић (Aleksandra Radović)         | "Životni krug"                                   | "Vòng quay cuộc sống"                |
| tiếng Slovak                         | Jana Kocianová                                  | "Kolobeh Života"                                 | "Vòng quay cuộc sống"                |
| tiếng Slovene                        | Diana Lečnik                                    | "Krog Živjenja"                                  | "Vòng quay cuộc sống"                |
| tiếng Thụy Điển                      | Meta Roos                                       | "En värld full av liv"                           | "Thế giới đầy sức sống"              |
| tiếng Đài Loan (Quan thoại)          | Không biết                                      | "生生不息" ("Shēngshēng bù xī")                  | "Vô tận"                             |
| tiếng Thái                           | สายสุนีย์ สุขกฤต (Saisunee Sukkrit)                 | "วิถีแห่งชีวิต" ("Wit̄hī h̄æ̀ng chīwit")                 | "Vòng quay cuộc sống"                |
| tiếng Thổ Nhĩ Kì                     | Zuhal Olcay                                     | "Hayatın Çarkı"                                  | "Bánh xe cuộc sống"                  |
| tiếng Ukraina                        | Наталя Єфименко (Natalia Efimenko)              | "Коло життя" ("Kolo zhyttya")                    | "Vòng quay cuộc sống"                |
| tiếng Zulu                           | Mara Iouw                                       | "Indlela impilo"                                 | "Con đường cuộc sống"                |

## Xếp hạng

### Xếp hạng tuần
| Bảng xếp hạng (1994–1995)             | Vị trí cao nhất |
| ------------------------------------- | --------------- |
| Australia (ARIA)                      | 60              |
| Áo (Ö3 Austria Top 40)                | 30              |
| Bỉ (Ultratop 50 Flanders)             | 5               |
| Canada Adult Contemporary (RPM)       | 1               |
| Canada Top Singles (RPM)              | 3               |
| Đức (GfK)                             | 10              |
| Ireland (IRMA)                        | 9               |
| Hà Lan (Dutch Top 40)                 | 5               |
| New Zealand (Recorded Music NZ)       | 13              |
| Thụy Điển (Sverigetopplistan)         | 3               |
| Thụy Sĩ (Schweizer Hitparade)         | 2               |
| Anh Quốc (OCC)                        | 11              |
| Hoa Kỳ Adult Contemporary (Billboard) | 2               |
| US Billboard Hot 100                  | 18              |
| US Mainstream Top 40                  | 26              |

### Xếp hạng cuối năm
| Bảng xếp hạng (1994)     | Vị trí ở |
| ------------------------ | -------- |
| Canada Top Singles (RPM) | 32       |

## Chứng nhận
| Quốc gia | Chứng nhận | Số đơn vị/doanh số chứng nhận |
| --- | ---------- | ----------------------------- |
| Anh Quốc (BPI) | Bạc        | 200.000‡                      |
| Hoa Kỳ (RIAA) | Vàng       | 500.000‡                      |
| * Chứng nhận dựa theo doanh số tiêu thụ. ^ Chứng nhận dựa theo doanh số nhập hàng. ‡ Chứng nhận dựa theo doanh số tiêu thụ và phát trực tuyến. |            |                               |